# Ciudad Antigua
Ciudad Antigua è un comune del Nicaragua facente parte del dipartimento di Nueva Segovia.